# Matt Dzieduszycki
Matthew Dzieduszycki (* 8. April 1980 in Mississauga, Ontario) ist ein ehemaliger kanadischer Profi-Eishockeyspieler, der zuletzt bei den Stoney Creek Generals in der kanadischen Allan Cup Hockey-Liga (ACH) spielte.

## Karriere
Der 1,81 m große Center wechselte 1997 von den Mississauga Chargers aus der Ontario Junior Hockey League an die University of New Hampshire, für deren Eishockeymannschaft er am Spielbetrieb der NCAA teilnahm. Nach zwei Jahren bei den Barrie Colts aus der kanadischen Juniorenliga OHL wechselte der Linksschütze in die kanadische Collegesportorganisation CIS, wo er für das Team der University of Western Ontario die Schlittschuhe schnürte.
Nachdem er bereits in der Saison 2000/01 erste Profispiele für die Syracuse Crunch in der American Hockey League absolviert hatte, stand Dzieduszycki auch in der Spielzeit 2001/02 für das Team aus Syracuse auf dem Eis und absolvierte zudem einige Spiele für verschiedene Farmteams der Crunch in der East Coast Hockey League. Nach einem einjährigen Engagement beim Ligakonkurrenten San Antonio Rampage kam der Kanadier schließlich nur noch in der tiefklassigen ECHL zum Einsatz, woraufhin er schließlich einen Vertrag beim HC Morzine-Avoriaz aus der französischen Ligue Magnus unterschrieb. Nach wenigen Monaten in Frankreich wechselte der Angreifer zu den Füchsen Duisburg in die Deutsche Eishockey Liga, die er nach einem Jahr in Richtung Hannover Scorpions verließ. 2007 wurde der Kanadier ins „Team Nordamerika“ beim DEL All-Star Game berufen.
Dzieduszycki, der den Spitznamen „Diesel“ trug, wurde in der Saison 2009/10 Deutscher Meister mit den Scorpions. Zur Saison 2011/12 wurde er von den Grizzly Adams Wolfsburg verpflichtet. Nach fünf Spielzeiten in Wolfsburg wechselte er für ein Jahr zu den Vienna Capitals in die österreichische Erste Bank Eishockey Liga (EBEL). Anschließend wechselte Dzieduszycki noch für drei Spielzeiten in seine Heimat nach Kanada und spielte dort für die Stoney Creek Generals in der Allan Cup Hockey League (OHA Senior "AAA" Hockey League) und beendete 2019 seine aktive Karriere.

## Erfolge und Auszeichnungen
- 2000 J.-Ross-Robertson-Cup-Gewinn mit den Barrie Colts
- 2007 Teilnahme am DEL All-Star Game
- 2010 Deutscher Meister mit den Hannover Scorpions
- 2017 Gewinn der ACH mit den Stoney Creek Generals
- 2018 Gewinner der ACH und des Allan Cup mit den Stoney Creek Generals
- 2019 Gewinn der ACH mit den Stoney Creek Generals

## Karrierestatistik
(Legende zur Spielerstatistik: Sp oder GP = absolvierte Spiele; T oder G = erzielte Tore; V oder A = erzielte Assists; Pkt oder Pts = erzielte Scorerpunkte; SM oder PIM = erhaltene Strafminuten; +/− = Plus/Minus-Bilanz; PP = erzielte Überzahltore; SH = erzielte Unterzahltore; GW = erzielte Siegtore; 1 Play-downs/Relegation; Kursiv: Statistik nicht vollständig)